# Pathalia sikkima
Pathalia sikkima är en fjärilsart som beskrevs av Moore 1884. Pathalia sikkima ingår i släktet Pathalia och familjen juvelvingar. Inga underarter finns listade i Catalogue of Life.